# Ірмінська міська рада
Ірмінська міська́ ра́да — орган місцевого самоврядування у складі Стахановської міської ради Луганської області. Адміністративний центр — місто Ірміно.

## Загальні відомості
- Ірмінська міська рада утворена в 1977 році.
- Територія ради: 19,04 км²
- Населення ради: 13 174 особи (станом на 2001 рік)
- Територією ради протікає річка Лугань.

## Населені пункти
Міській раді підпорядковані населені пункти:
- м. Ірміно

## Склад ради
Рада складається з 30 депутатів та голови.
- Голова ради: Ярощук Валерій Степанович

### Депутати
За результатами місцевих виборів 2010 року депутатами ради стали:

#### За суб'єктами висування
| Суб'єкт висування                                       | Кількість обраних депутатів | %    |
| ------------------------------------------------------- | --------------------------- | ---- |
| Партія регіонів                                         | 20                          | 66,7 |
| Партія промисловців і підприємців України               | 6                           | 20   |
| Комуністична партія України                             | 3                           | 10   |
| Політична партія Всеукраїнське об'єднання «Батьківщина» | 1                           | 3,3  |

#### За округами
| № округу                                                | Прізвище, ім'я, по батькові     | Дата визнання обраним | Освіта                    | Партійна приналежність                         | Відомості про обраного депутата                                                     |
| ------------------------------------------------------- | ------------------------------- | --------------------- | ------------------------- | ---------------------------------------------- | ----------------------------------------------------------------------------------- |
| Комуністична партія України                             |                                 |                       |                           |                                                |                                                                                     |
| б/м                                                     | Бережний Віктор Григорійович    | 03.11.2010            | Освіта вища               | член Комуністичної партії України              | пенсіонер                                                                           |
| б/м                                                     | Мухін Анатолій Іванович         | 03.11.2010            | Освіта середня            | член Комуністичної партії України              | пенсіонер                                                                           |
| б/м                                                     | Лойченко Сергій Володимирович   | 03.11.2010            | Освіта вища               | позапартійний                                  | пенсіонер                                                                           |
| Партія промисловців і підприємців України               |                                 |                       |                           |                                                |                                                                                     |
| б/м                                                     | Грицан Емма Артемівна           | 03.11.2010            | Освіта вища               | позапартійна                                   | УПСЗН, заступник начальника                                                         |
| б/м                                                     | Сільченко Тетяна Ігорівна       | 03.11.2010            | Освіта вища               | член Партії промисловців і підприємців України | ТОВ «Лакомка», заступник директора                                                  |
| б/м                                                     | Ковальов Сергій Іванович        | 03.11.2010            | Освіта вища               | член Партії промисловців і підприємців України | приватний підприємець                                                               |
| б/м                                                     | Жиляєва Ірина Вікторівна        | 10.01.2011            | Освіта вища               | член Партії промисловців і підприємців України | Жилсервіс № 5, головний бухгалтер                                                   |
| 2                                                       | Звербуль Михайло Данилович      | 03.11.2010            | Освіта середня спеціальна | член Партії промисловців і підприємців України | пенсіонер                                                                           |
| 12                                                      | Куліш Олександр Іванович        | 14.11.2010            | Освіта вища               | член Партії промисловців і підприємців України | Комунальне підприємство «Стахановтеплозабезпечення», майстер дільниці № 2 м. Ірміно |
| Партія регіонів                                         |                                 |                       |                           |                                                |                                                                                     |
| б/м                                                     | Марінцова Людмила Станіславівна | 03.11.2010            | Освіта вища               | член Партії регіонів                           | Збагачувальна фабрика «Стахановська», майстер                                       |
| б/м                                                     | Шевченко Володимир Васильович   | 03.11.2010            | Освіта вища               | член Партії регіонів                           | пенсіонер                                                                           |
| б/м                                                     | Семенов Олексій Петрович        | 03.11.2010            | Освіта середня спеціальна | член Партії регіонів                           | пенсіонер                                                                           |
| б/м                                                     | Кириченко Андрій Тарасович      | 03.11.2010            | Освіта вища               | член Партії регіонів                           | Ірмінська міська Рада, секретар ради                                                |
| б/м                                                     | Юрченко Денис Анатолійович      | 03.11.2010            | Освіта вища               | член Партії регіонів                           | Виконком Ірмінської міської ради, заступник начальника відділу жгкс                 |
| б/м                                                     | Бережний Євген Анатолійович     | 03.11.2010            | Освіта вища               | член Партії регіонів                           | фізична особа-підприємець                                                           |
| б/м                                                     | Азарова Уляна Степанівна        | 03.11.2010            | Освіта середня спеціальна | член Партії регіонів                           | фізична особа-підприємець                                                           |
| б/м                                                     | Богун Ірина Михайлівна          | 19.11.2010            | Освіта вища               | член Партії регіонів                           | Ірмінській міській центр культури та дозвілля, культпраців-ник                      |
| 1                                                       | Токмачова Марина Валеріївна     | 03.11.2010            | Освіта вища               | член Партії регіонів                           | Ірмінський міський центр культури та дозвілля, директор                             |
| 3                                                       | Флерчик Володимир Дем'янович    | 03.11.2010            | Освіта вища               | член Партії регіонів                           | Стахановський протитуберкульозний диспансер, головний лікар                         |
| 4                                                       | Гаврилова Олена Олександрівна   | 03.11.2010            | Освіта вища               | член Партії регіонів                           | 2-га міська лікарня м. Стаханова, лікар                                             |
| 5                                                       | Коняєв Микола Олексійович       | 03.11.2010            | Освіта вища               | член Партії регіонів                           | пенсіонер                                                                           |
| 6                                                       | Храпов Володимир Миколайович    | 03.11.2010            | Освіта вища               | член Партії регіонів                           | Музей історії м. Ірміно та Стахановського руху, директор                            |
| 7                                                       | Терьохіна Надія Миколаївна      | 03.11.2010            | Освіта вища               | член Партії регіонів                           | школа-інтернат м. Ірміно, керівник                                                  |
| 8                                                       | Должиков Володимир Миколайович  | 03.11.2010            | Освіта середня            | член Партії регіонів                           | приватний підприємець                                                               |
| 10                                                      | Ліннік Олена Сергіївна          | 03.11.2010            | Освіта вища               | член Партії регіонів                           | КП "Ритуальні послуги ", директор                                                   |
| 11                                                      | Фурман Сергій Володимирович     | 03.11.2010            | Освіта середня            | член Партії регіонів                           | приватний підприємець                                                               |
| 13                                                      | Кириченко Людмила Яковлівна     | 03.11.2010            | Освіта вища               | член Партії регіонів                           | Дитячий яслі-сад № 31 «Росинка», завідувачка                                        |
| 14                                                      | Нємикіна Ірина Василівна        | 03.11.2010            | Освіта середня            | член Партії регіонів                           | Стахановукртелеком, механік                                                         |
| 15                                                      | Вірко Галина Георгіївна         | 03.11.2010            | Освіта вища               | член Партії регіонів                           | загальноосвітня школа № 13, вчитель                                                 |
| Політична партія Всеукраїнське об'єднання «Батьківщина» |                                 |                       |                           |                                                |                                                                                     |
| 9                                                       | Гармаш Кирило Аркадійович       | 03.11.2010            | Освіта вища               | член Всеукраїнського об'єднання «Батьківщина»  | приватний підприємець                                                               |